# Linda major
Linda major là một loài bọ cánh cứng trong họ Cerambycidae.